# Émile Schneider (acteur)
Pour les articles homonymes, voir Émile Schneider et Schneider.
Émile Schneider, né le 30 mars 1989 à Granby, est un acteur et rappeur québécois.

## Biographie
Émile Schneider étudie l'interprétation au Cégep de Saint-Hyacinthe. Il décroche son premier rôle dans Après la neige, un film de Paul Barbeau. Depuis, le comédien succède les projets : rôle-titre de la production Fée-Éric présentée sur les ondes de VRAK TV. Il participe à plusieurs courts-métrages, lectures publiques, créations musicales « underground » et vidéoclips. Au cinéma, il décroche le rôle principal dans Là où Atilla passe... d'Onur Karaman. Il incarne ensuite Pierre Sauvageau, rôle-titre d'Embrasse-moi comme tu m'aimes d'André Forcier.

## Filmographie

### Cinéma
- 2012 : Après la neige de Paul Barbeau : Marc-Antoine
- 2013 : Pro-Can (court métrage) de Keenan
- 2015 : Le Rang du lion de Stéphan Beaudoin : Zack
- 2016 : Là où Atilla passe... d'Onur Karaman : Atilla
- 2016 : Vétérane (court métrage) de Pier-Philippe Chevigny : Client
- 2016 : Embrasse-moi comme tu m'aimes de André Forcier : Pierre Sauvageau
- 2016 : Le Pacte des anges de Richard Angers : Cédric
- 2017 : L'Illiade (court métrage) de Marc Beaupré
- 2017 : À nous l’éternité de Paul Barbeau : Clément
- 2017 : 2001 (Le film) de Alexandre Prieur : Félix
- 2017 : Des histoires inventées de Jean-Marc E. Roy : Lui-même
- 2017 : La Fumée rose de Fabrice Laroche Francoeur : Pierre
- 2019 : Je finirai en prison (court métrage) de Alexandre Dostie
- 2019 : Les Fleurs oubliées d'André Forcier : Jerry Can Payette
- 2019 : Recrue (court métrage) de Pier-Philippe Chevigny : Dave
- 2020 : Le Club Vinland de Benoît Pilon : Jeune professeur
- 2021 : Maria Chapdelaine de Sébastien Pilote : François Paradis
- 2022 : L'Ouragan F.Y.T : Yarman
- 2022 : Magie (court métrage) de Maude Demers-Rivard
- 2023 : Pour toi Évangéline (court métrage)
- 2023 : Mercenaire (court métrage) de Pier-Philippe Chevigny : Kevin
- 2024 : Ababouiné d'André Forcier : Arthème Moisan

### Télévision
- 2012 : Fée Éric : Fée Éric (Saison 01 seulement)
- 2013 : Trauma : Adesh Singh
- 2013 : Toi et Moi malgré tout
- 2017 : L'Imposteur : Jonathan
- 2018 : Le Chalet : Quentin
- 2019 : Victor Lessard (3e saison) : Lucas Bilefski
- 2021 : Virage : Antoine Bernard
- 2021 - 2023 : Les Cavaliers : Thomas
- 2022 : District 31 : Félix D'Anjou
- 2022 - 2024 : Après le déluge : Anthony Lachance
- 2022 - 2024 : Stat : Félix
- 2024 - : Les Armes: Mick Vanier

## Théâtre
- 2012 - 2013 : Épitathe
- 2019 : La Société des poètes disparus : Neil Perry
- 2020 : Sang : Luca
- 2022 : La Beauté du monde à l'Opéra de Montréal : Jacob
- 2024 : Au cœur de la rose au Théâtre du Rideau Vert : le boiteux

## Écriture et mise en scène

### Série web
- 2019 : La loi c'est la loi

## Clip
- 2018 : Le silex qui aimait trop le froid, de Loïc April
- 2022 : Heartbeat de Ghostly Kisses